# Bombardowania Szczecina

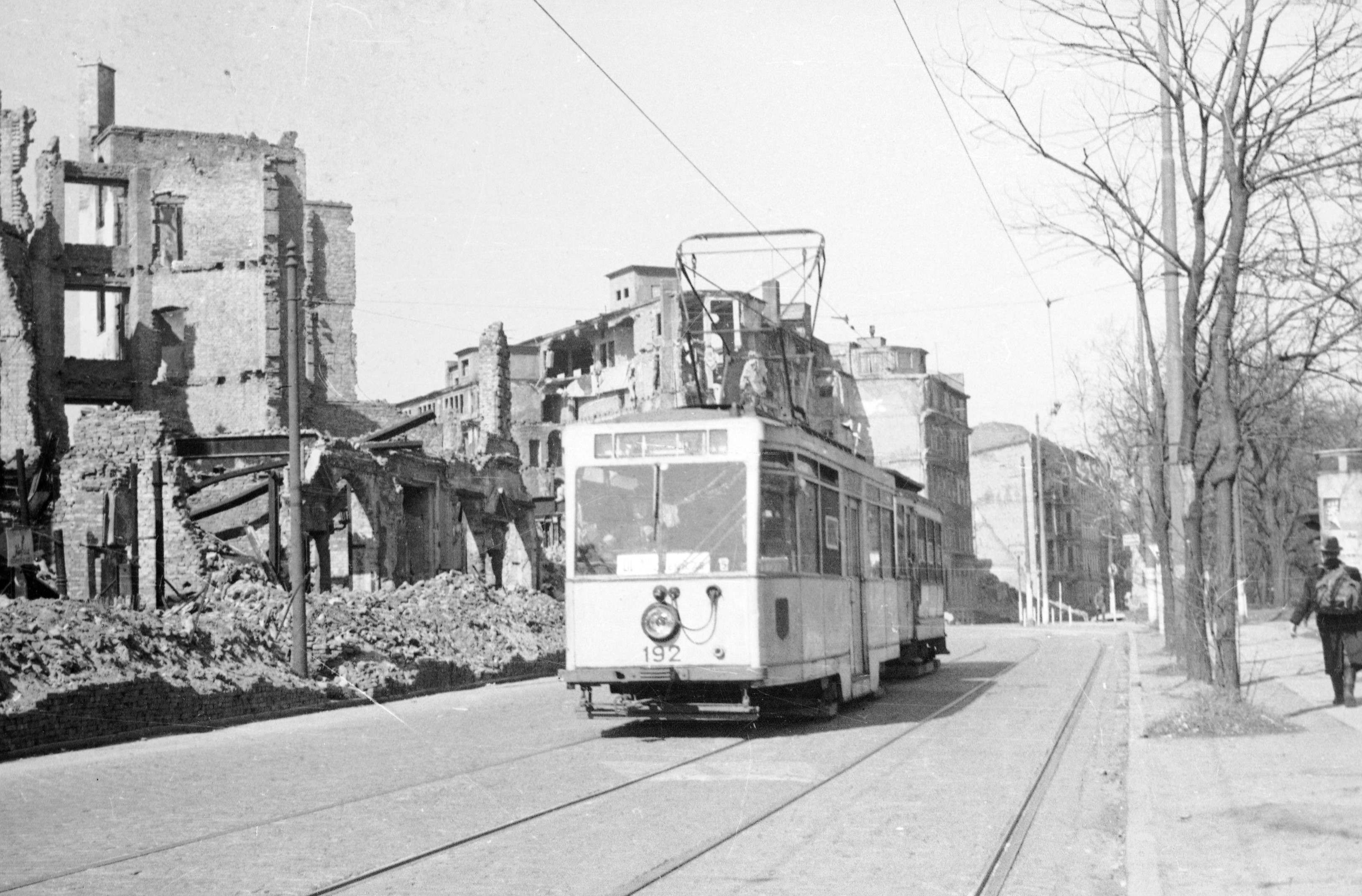
Dzisiejsza ulica Jana Matejki po wstępnym odgruzowaniu, koniec lat 40. XX wieku

Bombardowania Szczecina – bombardowania miasta, w tym także naloty dywanowe, przeprowadzone przez lotnictwo brytyjskie (RAF) i amerykańskie (USAAF) podczas II wojny światowej, między 1940 a 1945 rokiem, z kulminacją w roku 1944.

## Okoliczności poprzedzające naloty
Już kilka lat przed wybuchem II wojny światowej Szczecin stał się jednym ze strategicznych ośrodków przemysłowych III Rzeszy. Ze względu na swoje położenie, dalekie zarówno od krajów zachodnioeuropejskich i jak od ZSRR, a także znajdujący się w mieście port morski, Szczecin wydawał się mało zagrożony ewentualnymi nalotami. Z tego powodu w podszczecińskim Załomiu uruchomiono fabrykę silników lotniczych, pod Policami zbudowano wielką fabrykę benzyny syntetycznej, a w Peenemünde, ok. 100 kilometrów na północny zachód od Szczecina, przeprowadzano doświadczenia z latającymi bombami V1 i pociskami rakietowymi V2. W związku z dogodnym położeniem miasta stocznie, fabrykę samochodów Stoewera oraz około 600 innych zakładów w Szczecinie przestawiono na potrzeby wojenne.
W styczniu 1943 roku na konferencji w Casablance wyznaczono cele dla lotnictwa, którymi były strategiczne niszczenie niemieckiego przemysłu oraz dzielnic mieszkaniowych, by złamać morale ludności niemieckiej. Szczecin był na tyle dużym miastem, by się na liście takich celów znaleźć. Miasto znalazło się wśród 20 najbardziej zrujnowanych miast ówczesnych Niemiec.

## Bombardowania miasta

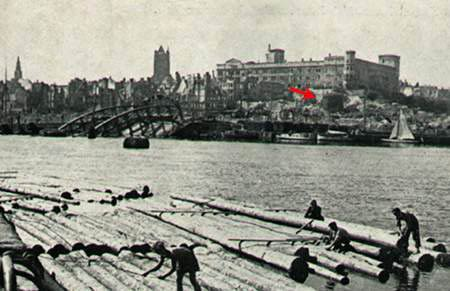
Ruiny Zamku Książąt Pomorskich (widok z Łasztowni, rok 1948)

Pierwszy nalot na Szczecin miał miejsce w 1940 roku i był zaskoczeniem dla Niemców, jego szkodliwość jednak była niewielka. W roku 1941 i 1942 odnotowano po dwa naloty, w których uczestniczyła już większa liczba samolotów. Pierwsze poważniejsze bombardowanie Szczecina miało miejsce w nocy 20 kwietnia 1943 roku, w dniu urodzin Hitlera. Uczestniczyło w nim 350 samolotów, a na miasto spadły 782 tony bomb.
W 1944 roku miało miejsce co najmniej 11 nalotów na miasto. Głównym celem nalotów był port morski i dzielnica portowa, stocznie i najbliższy rejon śródmieścia, ponieważ w tym rejonie znajdowały się główne ośrodki przemysłu zbrojeniowego Szczecina: stocznie, dwie fabryki amunicji, sześć dużych fabryk chemicznych i kilka zakładów metalowych.
Doktryna przyjęta przez aliantów na konferencji w Casablance zakładała, że naloty dywanowe osłabią morale ludności III Rzeszy i ułatwią aliantom pokonanie hitlerowskich Niemiec. Bombardowania objęły głównie Stare Miasto, Pomorzany, Niebuszewo.
Osoby, które były obecne podczas zagłady miasta, porównują bombardowania do biblijnej apokalipsy. W mieście szalały pożary, które z czasem łączyły się w burzę ogniową. Zjawisko to powodowało wytworzenie się lokalnych huraganów, które wciągały ludzi wprost do ognia, powodując śmierć w męczarniach.
| Rok  | Liczba alarmów | Czas trwania alarmów | Liczba nalotów |
| 1940 | 27             | 39 godz. 40 min      | 3              |
| 1941 | 25             | 40 godz. 40 min      | 4              |
| 1942 | 20             | 20 godz. 5 min       | 0              |
| 1943 | 54             | 44 godz. 6 min       | 3              |
| 1944 | 119            | 97 godz. 30 min      | 6              |
| 1945 | 65             | 42 godz. 5 min       | 15             |
| Suma | 314            | 283 godz. 56 min     | 26             |

## Straty
Niemalże w całości została zburzona zabudowa Starego Miasta, Drzetowa i Niebuszewa. W większości zrównano z ziemią Pomorzany. Poważnie uszkodzona została Katedra św. Jakuba. Zniszczenia Starego Miasta i Niebuszewa przekraczały 90%. W niewiele mniejszym stopniu zostały zniszczone zabudowania Bramy Portowej, Alei Niepodległości, Placu Żołnierza i Alei Wyzwolenia, gdzie ostały się pojedyncze budynki. Liczby ofiar w ludziach nie da się dokładnie określić, są różne w zależności od źródeł. Ofiary w większości stanowiły kobiety, dzieci i starcy.
| Data                                              | Cele | Skala i skutki |
| VI 1940                                           | Krzekowo, prawdopodobnie cel przypadkowy | brak strat |
| 4/5 IX 1940                                       | Police: zakłady benzyny syntetycznej | |
| 14/15 X 1940                                      | Dąbie, Śródmieście | rozpoczęcie budowy schronów miejskich (dodatkowo zbudowano 38 bunkrów betonowych i 17 tys. schronów w budynkach mieszkalnych)     |
| 20 IX 1941                                        | | 40 samolotów amerykańskich, 150 bomb                                                                                              |
| 17/18 VIII 1942                                   | m.in. Zamek Książęcy i Łasztownia | |
| 21/22 IV 1943                                     | port, Pomorzany (m.in. wieża ciśnień na Wzgórzu Hetmańskim), Śródmieście | 350 samolotów brytyjskich, 350–400 zabitych, 300 zaginionych, 300 ciężko rannych, 25 tys. pozbawionych mieszkań                   |
| 1943                                              | | 24139 zniszczonych mieszkań |
| 5/6 I 1944                                        | Śródmieście, Stare Miasto, okolice Bramy Portowej i Mostu Długiego | |
| 11 IV 1944                                        | al. Wyzwolenia, stocznie „Vulcan” i „Odra”, zakłady silników lotniczych k. Dąbia | 650 bomb i min, 18 tys. bomb fosforowych                                                                                          |
| 13 V 1944                                         | 3 fale nalotów | 1700 bomb, 10 tys. pozbawionych mieszkań                                                                                          |
| 22 V, 7 VII, 7/8 VIII, 17/18 VIII 1944 (dywanowy) | Gocław, Stare Miasto, Śródmieście, Niecka Niebuszewska | 1100 zabitych, 1500 rannych |
| 29/30 VIII 1944 (dywanowy)                        | m.in. komunikacja miejska, kina, teatry, filharmonia | 15 min powietrznych, 2200 bomb zapalających, 12 tys. pojemników z płynem zapalającym 1300 zabitych, 90 tys. pozbawionych mieszkań |
| 17 IX 1944, 6 i 7 X 1944                          | Zakłady samochodowe Stoewer, Police, Skolwin | |
| 1945                                              | naloty alianckie na Police, od II 1945 – naloty radzieckie na Szczecin i Police oraz radziecki ostrzał artyleryjski, wysadzanie mostów i wiaduktów przez wycofujące się wojska niemieckie | |

## Sytuacja powojenna
Po zakończeniu II wojny światowej kwestia bombardowań Szczecina stała się tematem tabu. Wskutek przypisania Niemcom całości winy za zniszczenia wojenne oraz panującej ówcześnie opinii o nieskazitelności aliantów ukrywano liczne fakty, między innymi, że poza głównym celem bombardowań zniszczono również budynki o wartościach kulturowych, jak również kamienice i szpitale. Pomijana była także liczba ofiar wśród mieszkańców Szczecina. 
Istotną rolę odgrywała kwestia polityki Stalina, któremu zależało, aby przekonać polską opinię publiczną, że w zamian za Kresy Wschodnie wielka trójka przyznała Polsce cywilizowane miasto (zob. konferencja poczdamska), podczas gdy Polacy nie zdawali sobie sprawy ze stopnia jego zrujnowania.

## Ocalałe obiekty
Najważniejszym obiektem, który przetrwał bombardowania są Wały Chrobrego, które nie zostały zbombardowane w ogóle, z uwagi na plan osadzenia tam sztabu aliantów. Na Starym Mieście niewielkich uszkodzeń doznał Pałac pod Globusem. Stosunkowo dobrze zachowała się zabudowa w okolicach Dworca Głównego i placu Tobruckiego, gdzie bombardowania przetrwał między innymi Czerwony Ratusz. Istotnym jest fakt nieznacznego uszkodzenia dwóch reprezentacyjnych budynków (Pałacu Ziemstwa Pomorskiego oraz budynek Poczty Głównej) na niemal w całości zrównanej z ziemią alei Niepodległości (nazwa niemiecka Paradeplatz). Spora część starej zabudowy zachowała się w ścisłym Śródmieściu oraz okolicach stoczniowych, a także na Bolinku.